# Xã Pleasant Valley, Quận Fayette, Iowa
Xã Pleasant Valley (tiếng Anh: Pleasant Valley Township) là một xã thuộc quận Fayette, tiểu bang Iowa, Hoa Kỳ. Năm 2010, dân số của xã này là 1.002 người.